# Cadrezzate
Cadrezzate – miejscowość i dawna gmina we Włoszech, w regionie Lombardia, w prowincji Varese. Od 2019 tworzy gminę Cadrezzate con Osmate powstałą przez połączenie z gminą Osmate.
Według danych na rok 2004 gminę zamieszkiwało 1577 osób, 315,4 os./km².